# جايمس باناتين
جايمس باناتين (بالإنجليزية: James Bannatyne)‏، من مواليد 30 يونيو 1975، لاعب كرة قدم نيوزلندي.
يلعب مع نادي تيم ويلينغتون.
بدأ باللعب مع منتخب نيوزلندا لكرة القدم في عام 2001.

## روابط خارجية
- جايمس باناتين على موقع الاتحاد الدولي (مؤرشف)  (الإنجليزية)
- جايمس باناتين على موقع قاعدة بيانات كرة القدم.إي يو (الإنجليزية)
- جايمس باناتين على موقع ناشيونال فوتبول تيمز (الإنجليزية)
- جايمس باناتين على موقع عالم كرة القدم.نت (الإنجليزية)